# Cratere Bacolor
Bacolor  è un cratere sulla superficie di Marte.